# BORA-hansgrohe/2019
Deze pagina geeft een overzicht van de BORA-hansgrohe UCI World Tour wielerploeg in 2019.

## Algemeen
Algemeen manager: Ralph Denk
Teammanager: Enrico Poitschke
Ploegleiders: Helmut Dollinger, Christian Pömer, Steffen Radochla, André Schulze, Sylwester Szmyd, Ján Valach, Patxi Vila, Jens Zemke
Fietsmerk: Specialized

## Renners
| Naam                  | Geboortedatum | Nationaliteit | Ploeg 2018                                        |
| --------------------- | ------------- | ------------- | ------------------------------------------------- |
| Pascal Ackermann      | 17-01-1994    | Duitsland     |                                                   |
| Shane Archbold        | 02-02-1989    | Nieuw-Zeeland | Aqua Blue Sport, tot 11 april 2019: EvoPro Racing |
| Erik Baška            | 12-01-1994    | Slowakije     |                                                   |
| Cesare Benedetti      | 03-08-1987    | Italië        |                                                   |
| Sam Bennett           | 16-10-1990    | Ierland       |                                                   |
| Maciej Bodnar         | 07-03-1985    | Polen         |                                                   |
| Emanuel Buchmann      | 18-11-1992    | Duitsland     |                                                   |
| Marcus Burghardt      | 30-06-1983    | Duitsland     |                                                   |
| Jempy Drucker         | 03-09-1986    | Luxemburg     | BMC Racing Team                                   |
| Davide Formolo        | 25-10-1992    | Italië        |                                                   |
| Oscar Gatto           | 01-01-1985    | Italië        | Astana Pro Team                                   |
| Felix Großschartner   | 23-12-1993    | Oostenrijk    |                                                   |
| Leopold König         | 15-11-1987    | Tsjechië      |                                                   |
| Patrick Konrad        | 13-10-1991    | Oostenrijk    |                                                   |
| Rafał Majka           | 12-09-1989    | Polen         |                                                   |
| Jay McCarthy          | 08-09-1992    | Australië     |                                                   |
| Gregor Mühlberger     | 04-04-1994    | Oostenrijk    |                                                   |
| Daniel Oss            | 13-01-1987    | Italië        |                                                   |
| Christoph Pfingsten   | 20-11-1987    | Duitsland     |                                                   |
| Paweł Poljański       | 05-06-1990    | Polen         |                                                   |
| Lukas Pöstlberger     | 10-02-1992    | Oostenrijk    |                                                   |
| Juraj Sagan           | 23-12-1988    | Slowakije     |                                                   |
| Peter Sagan           | 26-01-1990    | Slowakije     |                                                   |
| Maximilian Schachmann | 09-01-1994    | Duitsland     | Quick-Step Floors                                 |
| Andreas Schillinger   | 13-07-1983    | Duitsland     |                                                   |
| Michael Schwarzmann   | 07-01-1991    | Duitsland     |                                                   |
| Rüdiger Selig         | 19-02-1989    | Duitsland     |                                                   |

### Vertrokken
| Naam                | Geboortedatum | Nationaliteit       | Ploeg 2019                  |
| ------------------- | ------------- | ------------------- | --------------------------- |
| Peter Kennaugh      | 15-06-1989    | Verenigd Koninkrijk | per 5 april 2019; ?         |
| Michael Kolář       | 21-11-1992    | Slowakije           | gestopt                     |
| Matteo Pelucchi     | 21-01-1989    | Italië              | Androni Giocattoli-Sidermec |
| Aleksejs Saramotins | 08-04-1982    | Letland             | Interpro Cycling Academy    |

## Overwinningen
| Nationale kampioenschappen wielrennen Duitsland - wegwedstrijd: Maximilian Schachmann Ierland - wegwedstrijd: Sam Bennett Italië - wegwedstrijd: Davide Formolo Oostenrijk - wegwedstrijd: Patrick Konrad Polen - tijdrit: Maciej Bodnar Slowakije - wegwedstrijd: Juraj Sagan Tour Down Under 3e etappe: Peter Sagan Trofeo Andratx-Lloseta Emanuel Buchmann Ronde van San Juan 7e etappe: Sam Bennett Clásica de Almería Pascal Ackermann Ronde van de Algarve Puntenklassement: Pascal Ackermann Ronde van de Verenigde Arabische Emiraten 7e etappe: Sam Bennett GP Industria & Artigianato-Larciano Maximilian Schachmann Parijs-Nice 3e etappe: Sam Bennett 6e etappe: Sam Bennett Bredene Koksijde Classic Pascal Ackermann Ronde van Catalonië 5e etappe: Maximilian Schachmann 7e etappe: Davide Formolo | Ronde van het Baskenland 1e etappe: Maximilian Schachmann 3e etappe: Maximilian Schachmann 4e etappe: Maximilian Schachmann 5e etappe: Emanuel Buchmann Puntenklassement: Maximilian Schachmann Ronde van Turkije 1e etappe: Sam Bennett 2e etappe: Sam Bennett 5e etappe: Felix Großschartner Eindklassement: Felix Großschartner Puntenklassement: Sam Bennett Eschborn-Frankfurt Pascal Ackermann Ronde van Italië 2e etappe : Pascal Ackermann 5e etappe : Pascal Ackermann 12e etappe : Cesare Benedetti Puntenklassement: Pascal Ackermann Ronde van Californië 1e etappe: Peter Sagan Critérium du Dauphiné 3e etappe: Sam Bennett Ronde van Zwitserland 3e etappe: Peter Sagan Puntenklassement: Peter Sagan Ronde van Slovenië 1e etappe: Pascal Ackermann | Ronde van Frankrijk 5e etappe: Peter Sagan Puntenklassement: Peter Sagan Ronde van Polen 1e etappe: Pascal Ackermann 3e etappe: Pascal Ackermann BinckBank Tour 1e etappe: Sam Bennett 2e etappe: Sam Bennett 3e etappe: Sam Bennett Puntenklassement: Sam Bennett Ronde van Tsjechië 2e etappe: Shane Archbold Ronde van Spanje 3e etappe: Sam Bennett 14e etappe: Sam Bennett Ronde van Duitsland 1e etappe: Pascal Ackermann GP Fourmies Pascal Ackermann Gooikse Pijl Pascal Ackermann Ronde van Guangxi 3e etappe: Pascal Ackermann 6e etappe: Pascal Ackermann Puntenklassement: Pascal Ackermann |

2010 · 2011 · 2012 · 2013 · 2014 · 2015 · 2016 · 2017 · 2018 · 2019 · 2020 · 2021 · 2022 · 2023 · 2024 · 2025
AG2R-La Mondiale · Astana Pro Team · Bahrain-Merida · BORA-hansgrohe · CCC Team · Deceuninck–Quick-Step · EF Education First · Groupama-FDJ · Lotto Soudal · Mitchelton-Scott · Movistar Team · Team Dimension Data · Team Jumbo-Visma · Team Katjoesja Alpecin · Team INEOS (Team Sky) · Team Sunweb · Trek-Segafredo · UAE Team Emirates